# Helwig

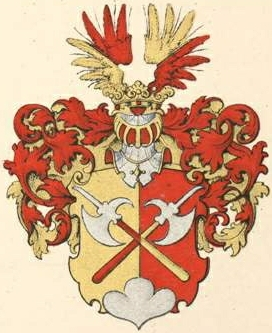
Adelswappen der Familie Helwig

Helwig war eine Familie, die in Brandenburg und Estland einige Persönlichkeiten hervorbrachte.

## Geschichte
Das älteste bekannte Familienmitglied ist der Ratsherr in Bernau bei Berlin Jacob Helwig. Dessen Urenkel Jacob Helwig d. J. wurde in Reval zum Bischof berufen und begründete dort eine Familie, die mehrere Jahrhunderte dort Nachkommen hervorbrachte.
Die Familie besaß unter anderen die Güter Woose (Voose) und Mõtsu in Estland.

## Familienmitglieder
- Jacob Helwig d. Ä. (1600–1651), evangelischer Propst in Cölln bei Berlin[2]
  - Jacob Helwig d. J. (1631–1684), evangelischer Bischof von Reval
    - Johann Joachim Helwig (um 1666–1704), evangelischer Pfarrer in Estland
    - Johann Andreas Helwig (1668–1720), evangelischer Pfarrer in Estland
    - Karl Jacob Helwig (1680–1724), Hauptmann in Estland
      - Jacob Reinhold von Helwig (1704–1754), Gutsherr in Mõtsu
      - Karl Friedrich von Helwig (1706–um 1765), Major in Estland, Gutsherr in Woose (Voose)